# Седов, Сергей Анатольевич (писатель)
Сергей Анатольевич Седо́в (род. 24 августа 1954, Москва) — русский детский писатель и сценарист.

## Биография
Родился в 1954 году в Москве. Отец — военный лётчик, мать — экономист.
В 1981 году окончил Московский педагогический институт, отделение психологии и педагогики факультета начального обучения.
Недолго проработал учителем младших классов, затем работал дворником, натурщиком, педагогом-организатором в ЖЭКе.
С 1991 года — член Союза писателей.

## Творчество
Первые публикации Седова появились на страницах еженедельников «Семья» и «Собеседник» и журнала «Пионер» в 1988 году. Это были «Истории про Алешу».
Много его сказок были опубликованы в детских журналах «Трамвай», «Куча-Мала», «Веселые картинки», «Мурзилка», «Синдбад», «Кукумбер».
По сценарию Сергея Седова режиссёром Е. Пророковой был снят короткометражный мультфильм «Сказка про дурака Володю», который получил несколько премий на фестивалях мультипликации, в том числе ОРФАК за сценарий, и вошёл в мульт-альманах "Весёлая Карусель" .

### Произведения Сергея Седова
- Жил-был Лёша: Повесть-сказка. — М.: Малыш, 1991
- Сказки про Змея Горыныча. — М.: Детская литература, 1993
- Мальчик Лёша и разбойники. М.: Белый город, 1997
- Вокруг света на четырёх лапах. — М.: Дрофа, 2001
- Чего-шины страшилки. — М.: Эксмо-пресс, 2001
- Геракл 12 великих подвигов: как это и было на самом деле. Рассказ очевидца. - М. : Дрофа, 2000
- Жили-были собаки. — М.: Русская семья, 2002
- Сказки Сергея Седова. — М.: Гаятри, 2005
- Сказки несовершенного времени. — М.: Гаятри, 2006
- Сказки про Вову, президентов и волшебство. — М.: Гаятри, 2007
- Сказки про мам. — М.: Самокат, 2007
- Сказки про королей. — М.: Дрофа +, 2008
- Сказки детского мира. — М.: Самокат, 2008
- Невероятные приключения и путешествия Зайца Зайцева. — М.: Дрофа.